# Мајкл Расмусен
Мајкл Расмусен (дан. Michael Rasmussen; 1. јун 1974) бивши је дански професионални бициклиста у периоду од 1999. до 2013. године. Расмусен је двоструки победник брдске класифијације на Тур де Франсу. Пре него што је прешао у друмски бициклизам, био је успешан у моунтајн бајку, био је светски и национални шампион. 2011. године, освојио је друго место на трци кроз Србију.

## Моунтајн бајк
Расмусен је јуниорску каријеру у моунтајн бајку почео 1992. године и одмах је освојио национално првенство. 1994. је завршио други, а 1996. је освојио национално првенство у моунтајн бајку за професионалце, док је 1999. освојио светско првенство, након чега је завршио други на трци у Луксембургу.

## Професионална каријера

### 2000 — 2003
Каријеру у друмском бициклизму, Расмусен је почео 2000. године. 2001. освојио је етапу на трци Јадранска магистрала, где је завршио други у генералном пласману. Други је завршио и на Туру Хрватске. 2002. је завршио седми на класику Примавера, с затим је возио први Гранд тур, Ђиро д’Италију, где није победио ниједну етапу и завршио је на 45 месту у генералном пласману. Прву и једину победу у сезони остварио је на четвртој етапи Вуелта Бургос трке. На крају сезоне, завршио је 28 на Ђиро ди Ломбардији.
2003. освојио је етапу на Вуелта а Еспањи и седмо место у генералном пласману. Завршио је девети на класику Сан Себастијан и 30 на Ђиро ди Ломбардији.

### 2004 — 2005
Прву и једину победу 2004. остварио је на шестој етапи Критеријума Дофине, а затим је возио свој први Тур де Франс, где није остварио победу, али је завршио трећи у брдској класифијацији, коју је по седми пут освојио Ришар Виренк, а у генералном пласману завршио је седми и добио је дозволу да се сконцентрише на Тур 2005.
2005. године, Расмусен је возио Ђиро, али га није завршио. На Туру је узео тачкасту мајицу на осмој етапи, а затим је победио на деветој, где је напао на трећем километру и остао први до краја етапе. Био је трећи све до хронометра на 20 етапи. Расмусен није имао среће на хронометру, пао је, двапуг је мењао бицикл и двапут точак, са трећег је пао на седмо место, али је освојио брдску класификацију. На задњој етапи, Расмусен се појавио читав у тачкастом, мајица, шортс, наочаре, кацига и чарапе. Након Тура, освојио је трку Херлен у Лимбургу, а до краја сезоне освојио је четири друга места.

### 2006
2006. другу годину заредом није успио да заврши Ђиро, напустио га је на 12 етапи. На Тур де Франсу, Расмусен је завршио на 18 месту и освојио је брдску класификацију, радећи за тимског лидера, Дениса Мењшова. Победио је на етапи 16, где је био у бегу након четвртог километра, прешао је први на највећем успону на Туру, кол де Галибијеу и освојио пехар Анри Дегранж и 5000 еура. Етапу је победио минут испед лидера ЦСЦ тима Карлоса Састреа. Након Тура, возио је и Вуелту, али је напустио током етапе 17.

### 2007
2007. Расмусен је по задњи пут возио гранд тур трке. На Ђиру је завршио на 48 месту. На Туру је победио на осмој етапи и преузео жуту и тачкасту мајицу. Четири етапе пре краја, Расмусен је имао 3 минута испред другопласираног Алберта Контадор и био је потпуни фаворит за победу, ипак, то вече је избачен са Тура и отпуштен из Рабобанка.

### 2009 — 2013
Након избацивања са Тура 2007. године, Расмусен је добио двогодишњу суспензију, која му је истекла 25. јула 2009. Два дана касније, возио је гран при Кјелур у Данској и освојио је друго место. У наставку године, возио је трке по Мексику, освојио је трку Вуелта Пуебла и једну етапу, а на Вуелта Чивава трци је освојио уводну етапу и био је лидер три дана.
2010. је освојио осмо место на трци у Сан Луису и друго у Хернигу. 9. децембра 2010. Расмусен и Кристина Хембо су основали нови тим, Кристина Вачиз Онфон. Расмусен је био лидер тима до краја каријере, 2013. године.
2011. једину победу, Расмусен је остварио на трећој етапи трке кроз Србију, а у генералном пласману је остао иза Ивана Стевића.
2012. је освојио етапу на Туру Малте, а задњу победу остварио је на Туру Кине, где је завршио трећи у генералном пласману.

## Допинг
Расмусен је суспендован на две године 25. јула 2007. у тренутку кад је био лидер Тура. По плану који је предао у светску бициклистичку унију, требало је да буде у Мексику у јуну, а био је у Италији и био је недоступан за допинг тест три недеље. Суспензија је значила и његов изостанак са Олимпијских игара у Пекингу. Расмусен је негирао то. Тек 31. јануара 2013. признао је да је користио допинг од 1998. до 2010. Епо, тостостерони, инсулин, транфузија крви и још неколико врста допинга је користио. Добио је нову двогодишњу суспензију, али је завршио каријеру. Донијета је одлука о поништавању свих резултата које је остварио од 2005. до 2010 године, али одлука још није потврђена од стране Данске антидопинг агенције или од стране УЦИ-ја.